# Quvenzhané Wallis
Quvenzhané Wallis   (Houma, 28 d'agost de 2003) és una actriu i autora estatunidenca, coneguda pel seu paper protagonista com Hushpuppy en la pel·lícula dramàtica Beasts of the Southern Wild (2012), aclamada per la crítica, per la qual va esdevenir l'actriu més jove de la història en rebre una nominació als Oscars com a millor actriu.

## Biografia
Wallis va néixer a Houma, Louisiana, filla de Qulyndreia, professora, i Venjie Wallis, Sr, camioner. És la petita de quatre germans. Quven, la primera part del seu nom, combina les primeres síl·labes dels noms dels seus pares, mentre la seva mare ha declarat que zhané significa "fada" en suahili (jini en ortografia suahili).

## Carrera artística
Wallis, als cinc anys, va haver de mentir sobre la seva edat per poder fer el casting per al seu primer treball com a actriu: el paper protagonista a Beasts of the Southern Wild, ja que l'edat mínima requerida era de sis anys. Finalment, va vèncer les quatre mil aspirants per al paper de Hushpuppy, la indomable nena prodigi i supervivent que viu amb el seu pare moribund en la pobresa d'un remot bayou a Louisiana. El director de la pel·lícula, Benh Zeitlin, va contar a "The Daily Beast" que, quan va fer el càsting a Wallis, es va adonar immediatament que havia descobert el que buscava i va canviar el guió per acomodar-lo a la forta personalitat de l'actriu. La seva habilitat per recitar, per cridar i per eructar a voluntat van impressionar el director i li van fer guanyar el paper. El film es va estrenar al Festival de Cinema de Sundance el gener de 2012 amb crítiques molt favorables, guanyant el premi del jurat. El maig del mateix any, Wallis va viatjar a França per a l'estrena de la pel·lícula al Festival Internacional de Cinema de Cannes, on va ser aclamada de nou i es va elogiar Wallis per la seva actuació excel·lent, guanyant el prestigiós premi Caméra d'Or a la millor òpera prima. El 10 de gener de 2013, a l'edat de nou anys, Wallis va esdevenir la nominada més jove a l'Oscar a la millor actriu i la tercera més jove en totes les categories. Això no obstant, tenia només sis anys durant el rodatge. Wallis és la primera actriu infantil afroamericana en rebre una nominació als Oscars, a més de la primera persona nascuda al segle xxi en rebre aquesta distinció.
Wallis va tenir un paper a la pel·lícula 12 Years a Slave (2013), juntament amb Michael Fassbender, Benedict Cumberbacht i Brad Pitt. El film està basat en les memòries de Solomon Northup, un home lliure de Nova York que va ser segrestat i venut com a esclau a Louisiana. El mateix any va col·laborar amb el Sundance Film Festival en un curtmetratge anomenat Boneshaker . El 2014, va interpretar el personatge principal a Annie, la primera afroamericana a fer-ho. Per això, va ser nominada per al Globus d'Or a la millor actriu musical o còmica. El maig de 2014, Wallis es va convertir en la primera celebritat infantil a ser nomenada com la cara d'una marca de luxe quan va ser contractada per Armani Junior, la línia de moda de Giorgio Armani per a nens i adolescents.
Wallis va aparèixer al vídeo musical de Beyoncé del 2016 d'"All Night". L'octubre de 2017, va publicar dos llibres infantils: el centrat en l'amistat Shai & Emmie Star a Break an Egg! i A Night Out With Mama, que tracta sobre la seva nit als Oscars amb la seva mare. Va publicar dos llibres més, Shai & Emmie Star a To the Rescue! i Shai & Emmie Star a Dancy Pants!, el 2018.
Es va convertir en membre de la branca d'actors de l'Acadèmia de les Arts i les Ciències Cinematogràfiques el 2018.

## Filmografia
| Any        | Títol                                                  | Paper            | Notes                                                       |
| ---------- | ------------------------------------------------------ | ---------------- | ----------------------------------------------------------- |
| 2012       | Bèsties del sud salvatge (Beasts of the Southern Wild) | Hushpuppy        | Nominació − Oscar a la millor actriu                        |
| 2013       | 12 anys d'esclavitud                                   | Margaret Northup |                                                             |
| 2014       | Annie                                                  | Annie Bennett    | Nominació − Globus d'Or a la millor actriu musical o còmica |
| 2014       | Kahlil Gibran's The Prophet                            | Almitra          | Veu                                                         |
| 2015       | Fathers and Daughters                                  | Lucy             |                                                             |
| 2016       | Lemonade                                               | Ella mateixa     | Pel·lícula musical                                          |
| 2016       | Trolls                                                 | Harper (veu)     |                                                             |
| 2019       | Black-ish                                              | Kyra             | Paper recorrent, 5 episodis                                 |
| 2021       | Swagger                                                | Crystal          | Repartiment principal                                       |
| 2022       | American Horror Stories                                | Bianca           | Episodi: "Bloody Mary"                                      |
| A anunciar | Breathe                                                | Zora             | Postproducció                                               |